# Tacy samotni
Tacy samotni – album polskiego piosenkarza Krzysztofa Krawczyka. Wydawnictwo ukazało się 25 września 2006 roku nakładem wytwórni muzycznej Sony BMG.
12 marca 2007 roku ukazało się wznowienie albumu wraz z dołączoną płytą DVD.
Nagrania dotarły do 2. miejsca zestawienia OLiS. 13 grudnia 2006 roku płyta uzyskała status złotej.

## Lista utworów[4]
1. „To moje życie”
2. „To wszystko sprawił grzech”
3. „Tylko ty, tylko ja-ze sobą i dla siebie”
4. „Tacy samotni”
5. „Życie jak muzyka”
6. „Kochaj mnie w niepogodę”
7. „Anioł śpi”
8. „Bez twojej wiary”
9. „Nieposkładani”
10. „Spieszmy się”
11. „Tylko ty, tylko ja” (Teledysk)

| Bonus DVD |
| --- |
| 1. „Mój przyjacielu” (Krzysztof Krawczyk & Bregović) 2. „Płatna miłość” (Krzysztof Krawczyk & Bregović) 3. „Ojda, ojda” (Krzysztof Krawczyk & Bregović) 4. „Bo jesteś ty” 5. „Mijamy” 6. „2000 takich świąt” 7. „Lekarze dusz” (Krzysztof Krawczyk & Muniek) 8. „Trudno tak (razem być nam ze sobą)” (Krzysztof Krawczyk & Edyta Bartosiewicz) 9. „Tylko ty, tylko ja” 10. „To wszystko sprawił grzech” |